# If You Wanna
If you wanna (If you wanna?) è il ventinovesimo singolo del trio j-pop giapponese Perfume. È stato pubblicato il 30 agosto 2017 dall'etichetta Perfume Records e distribuito dalla major Universal Music.
Il singolo è stato distribuito in tre versioni fisiche: due di queste sono edizioni a tiratura limitata, in confezione jewel case con custodia di cartoncino e contenenti un DVD extra con contenuti diversi, e la terza è l'edizione standard contenente il solo CD; If you wanna è stato inoltre reso disponibile sui servizi di streaming musicale on-demand per il mercato internazionale fuori dal Giappone.

## Campagna pubblicitaria
La promozione del singolo ha ricevuto particolare cura intesa a rilanciare l'immagine delle Perfume dopo il flop di critica e pubblico del precedente singolo TOKYO GIRL, il meno venduto della loro carriera major.
Per il lancio di If you wanna le cantanti hanno partecipato a numerosi programmi televisivi, posato per servizi fotografici anche su pubblicazioni non musicali (come la rivista di fumetti Big Comic Spirits e quella di moda NYLON), lanciato una linea di scarpe da ballo in collaborazione con i grandi magazzini Isetan, abbinato sia la a-side sia la b-side a spot pubblicitari, e organizzato un mini-concerto in streaming sul loro canale YouTube il giorno dopo la pubblicazione del singolo.
Il teatro di posa a Shibuya (Tokyo) dove le Perfume hanno girato il videoclip di If you wanna è stato inoltre aperto al pubblico con il nome di If you wanna studio: all'interno è stato possibile ammirare le scenografie con pannelli LED e, su richiesta, danzare la coreografia del brano sullo stesso palco utilizzato dalle cantanti.

## Tracce
Tutti i brani sono testo e musica di Yasutaka Nakata.

Dopo il titolo è indicata fra parentesi "()" la grafia originale del titolo.
1. If you wanna (If you wanna?) - 2:44
2. Everyday (Everyday?) - 3:47
3. If you wanna -Original Instrumental- (If you wanna -Original Instrumental-?) - 2:44
4. Everyday -Original Instrumental- (Everyday -Original Instrumental-?) - 3:47

### DVD

#### DVD edizione limitata 1
1. Everyday (Everyday?); videoclip
2. Everyday; making of
3. TOKYO GIRL (TOKYO GIRL?); live al concerto Perfume FES!! 2017
4. Hōseki no ame (宝石の雨?); live al concerto Perfume FES!! 2017

#### DVD edizione limitata 2
1. Everyday (Everyday?); videoclip
2. Perfume View; documentario sull'artwork If you wanna con riprese effettuate dalle cantanti

## Formazione
- Nocchi - voce
- Kashiyuka - voce
- A~chan - voce